# Polystomella costaricensis
Polystomella costaricensis är en svampart som beskrevs av F. Stevens 1927. Polystomella costaricensis ingår i släktet Polystomella och familjen Polystomellaceae.   Inga underarter finns listade i Catalogue of Life.